# Nguyễn Kim (chính khách)

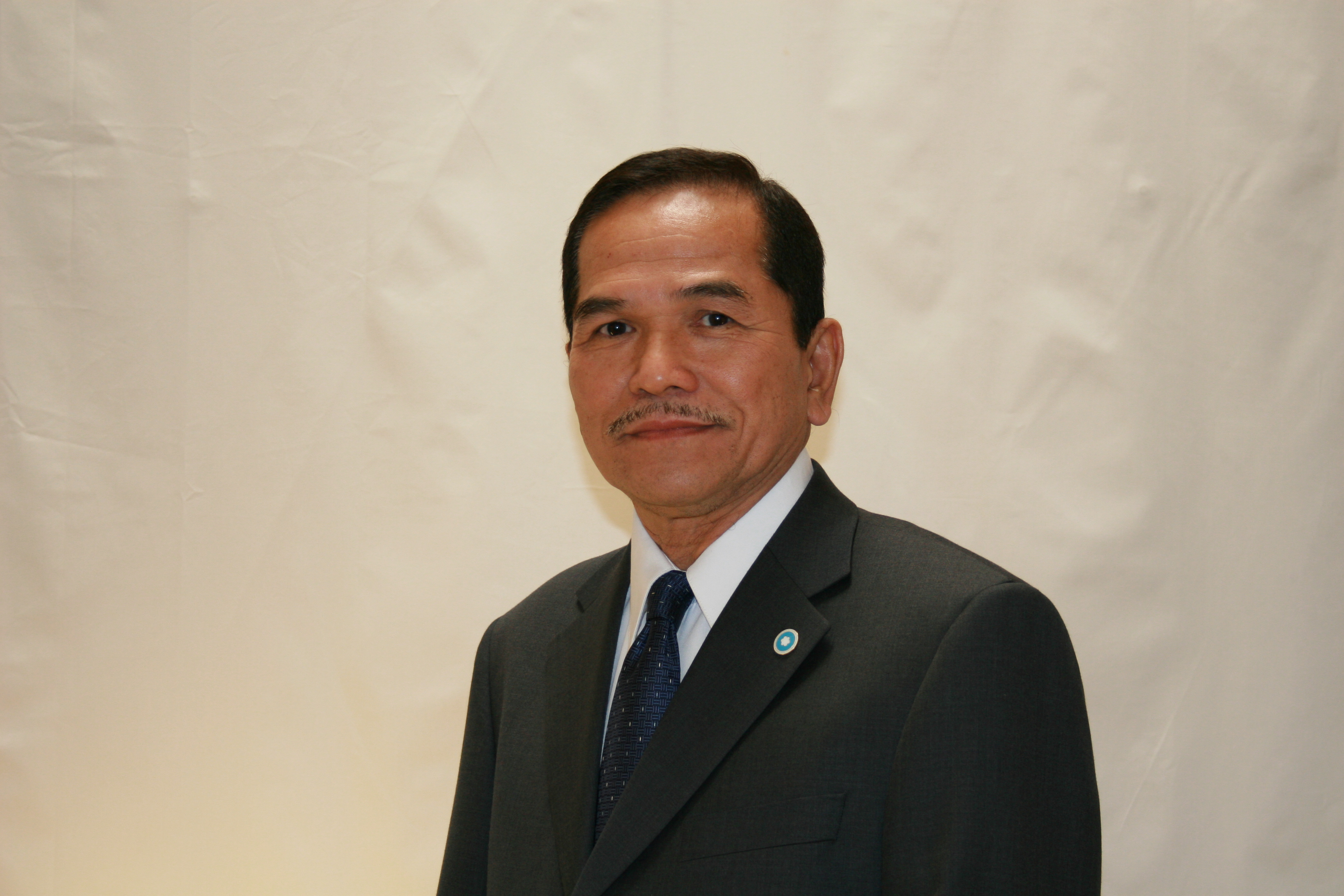
Nguyễn Kim

Nguyễn Kim là chủ tịch đảng Việt Tân từ năm 2001 - 2006, đang hiện là Ủy viên Trung ương đảng cho đến nay.

## Tiểu sử
Nguyễn Kim tên thật là Nguyễn Kim Hườn, sinh năm 1944 tại Cần Thơ. Trước năm 1975 ông là sĩ quan Quân Lực Việt Nam Cộng Hòa, thuộc binh chủng Không Quân, trách vụ cuối cùng là Trung tá, phi đoàn trưởng phi đoàn 255, sư đoàn IV.
Ngày 30/4/1975 Nguyễn Kim rời Việt Nam và đến định cư tại Hawaii, Hoa Kỳ. Từ năm 1976 - 1981, ông là hoa tiêu dân sự tại Hawaii, Alaska và Indiana.

## Hoạt động Chính trị
Nguyễn Kim gia nhập tổ chức Lực lượng Quân Dân Việt Nam Hải Ngoại tại Hawaii năm 1980, sau, tổ chức này sáp nhập vào Mặt Trận Quốc gia Thống Nhất Giải Phóng Việt Nam, là tiền thân của đảng Việt Tân, do tướng Hoàng Cơ Minh lãnh đạo.
Nguyễn Kim rời Hoa Kỳ năm 1981 để về hoạt động tại vùng biên giới Thái Lan-Lào. Cuối năm 1984, ông trở ra hải ngoại và giữ các trách vụ Ủy viên Hội đồng Kháng chiến Toàn quốc và Tổng vụ trưởng Tổng vụ Hải ngoại của Mặt Trận Quốc gia Thống Nhất Giải Phóng Việt Nam.
Tại hải ngoại, trong Đảng, ông lần lượt giữ các trách vụ sau đây:
1985 - 1999: Ủy viên Trung ương Đảng
1999 - 2001: Tổng Bí thư
2001 - 2006: Chủ tịch Đảng
2006 - nay: Ủy viên Trung ương Đảng